# Манфорд (Оклахома)
Манфорд (енгл. Mannford) град је у америчкој савезној држави Оклахома.

## Демографија
По попису из 2010. године број становника је 3.076, што је 981 (46,8%) становника више него 2000. године.
| Група             | 2000.         | 2010.         |
| Белци             | 1.892 (90,3%) | 2.579 (83,8%) |
| Афроамериканци    | 2 (0,1%)      | 3 (0,1%)      |
| Азијати           | 5 (0,2%)      | 13 (0,4%)     |
| Хиспаноамериканци | 30 (1,4%)     | 54 (1,8%)     |
| Укупно            | 2.095         | 3.076         |